# Синиша Дујаковић
Синиша Дујаковић (Бања Лука, 22. новембар 1991) је босанскохерцеговачки фудбалер који игра на позицији десног бека, а тренутно наступа за ФК Борац Бања Лука, у чијем дресу је забиљежио преко 100 наступа.

## Каријера
Каријеру је отпочео у Борцу из Бање Луке, а играјући за овај клуб освајач је титуле шампиона БиХ 2011, те је убиљежио и наступе у европским утакмицама, попут утакмице у квалификацијама за Лигу шампиона у реванш утакмици на Градском стадиону у Бањој Луци, против Макабија из Хаифе. У каријери је наступао и за Металеге.

## Трофеји
- Шампион Босне и Херцеговина 2011.